# Zmarli w roku 1794
Lista osób zmarłych w 1794:

## styczeń 1794
- 2 stycznia – Wilhelm Repin, francuski duchowny katolicki, męczennik, błogosławiony[1]
- 10 stycznia – Georg Forster, polsko-niemiecki przyrodnik szkockiego pochodzenia, etnolog, podróżnik[2]
- 16 stycznia – Edward Gibbon, brytyjski historyk[3]

## luty 1794
- 1 lutego – Katarzyna Cottenceau, francuska męczennica, błogosławiona katolicka[4]
- 10 lutego – Katarzyna du Verdier de la Sorinière, francuska męczennica, błogosławiona katolicka[5]

## marzec 1794
- 24 marca – Jacques-René Hébert, francuski dziennikarz i działacz polityczny doby rewolucji francuskiej, przywódca hebertystów[6]

## kwiecień 1794
- 5 kwietnia
  - Georges Danton, francuski adwokat, jeden z organizatorów i przywódców rewolucji francuskiej[7]
  - Kamil Desmoulins, dziennikarz, adwokat i polityk francuski[8]
- 9 kwietnia – Małgorzata Rutan, francuska błogosławiona katolicka[9]
- 25 kwietnia – Szymon Marcin Kossakowski, hetman wielki litewski[10]
- 27 kwietnia – William Jones, brytyjski prawnik i językoznawca[11]

## maj 1794
- 8 maja – Antoine Lavoisier, francuski chemik, autor prawa zachowania masy, odkrywca tlenu, ojciec nowoczesnej chemii[12]
- 9 maja – Józef Kazimierz Kossakowski, biskup inflancko-piltyński, jeden z przywódców konfederacji targowickiej[13]
- 10 maja – Madame Elisabeth, siostra Ludwika XVI została zgilotynowana w Paryżu[14]

## czerwiec 1794
- 9 czerwca – Wojciech Głowacki, właśc. Wojciech Bartosz, polski chłop, kosynier w czasie insurekcji kościuszkowskiej[15]
- 26 czerwca – Teresa Fantou, francuska szarytka, męczennica, błogosławiona katolicka[16]
- 28 czerwca
  - Karol Boscamp-Lasopolski, szambelan królewski, pamiętnikarz, publicysta i dramatopisarz[17]
  - Ignacy Jakub Massalski, biskup wileński, konsyliarz z Senatu w konfederacji targowickiej[18]
  - Marceli Piętka, instygator koronny, pracownik policji, szpieg i jurgieltnik rosyjski[19]
  - Mateusz Roguski, instygator koronny, intendent policji, szpieg i jurgieltnik rosyjski[19]
  - Antoni Stanisław Czetwertyński-Światopełk, książę kasztelan przemyski[20]
  - Michał Wulfers, polski prawnik, adwokat[21]

## lipiec 1794
- 7 lipca
  - Ifigenia od św. Mateusza, francuska sakramentka, męczennica, błogosławiona katolicka[22]
  - Maksymilian Robespierre, adwokat i polityk, jeden z przywódców rewolucji francuskiej[23]
  - Saint-Just Antoine Luis Léon de, francuski polityk okresu rewolucji francuskiej[24]
  - Georges Couthon, francuski polityk okresu rewolucji francuskiej[25]

## sierpień 1794
- 11 sierpnia – Tomasz Rehm, francuski dominikanin, męczennik, błogosławiony katolicki[26]
- 12 sierpnia – Michał Poniatowski, polski duchowny katolicki, arcybiskup gnieźnieński i prymas Polski[27]
- 18 sierpnia – Antoni Bannassat, francuski duchowny katolicki, męczennik, błogosławiony[28]

## październik 1794
- 17 października – urszulanki zgilotynowane w Valenciennes (Francja):
  - Maria Urszula od św. Bernardyna Bourla, męczennica, błogosławiona katolicka[16]
  - Maria Augustyna od Najśw. Serca Jezusa Déjardins, męczennica, błogosławiona katolicka[16]
  - Maria Ludwika od św. Franciszka Ducrez, męczennica, błogosławiona katolicka[16]
  - Maria Laurentyna od św. Stanisława Prin, męczennica, błogosławiona katolicka[16]
  - Maria Natalia od św. Ludwika Vanot, męczennica, błogosławiona katolicka[16]
- 23 października – zakonnice zgilotynowane w Valenciennes (Francja):
  - Maria Kordula Józefa od św. Dominika Barré, francuska urszulanka, męczennica, błogosławiona katolicka[16]
  - Anna Maria Erraux, francuska brygidka, męczennica, błogosławiona katolicka[16]
  - Maria Franciszka Lacroix, francuska brygidka, męczennica, błogosławiona katolicka[16]
  - Józefina Leroux, francuska klaryska, męczennica, błogosławiona katolicka[16]
  - Maria Scholastyka Józefa od św. Jakuba Leroux, francuska urszulanka, męczennica, błogosławiona katolicka[16]
  - Maria Klotylda od św. Franciszka Borgiasza Paillot, francuska urszulanka, męczennica, błogosławiona katolicka[16]

## listopad 1794
- 4 listopada – Jakub Jasiński, polski poeta i generał[29]
- 28 listopada – Cesare Beccaria, włoski prawnik i pisarz polityczny, przedstawiciel humanitaryzmu prawniczego[30]

## grudzień 1794
- 16 grudnia – Jean Baptiste Carrier, francuski polityk[31]